# Podział administracyjny Naddniestrza

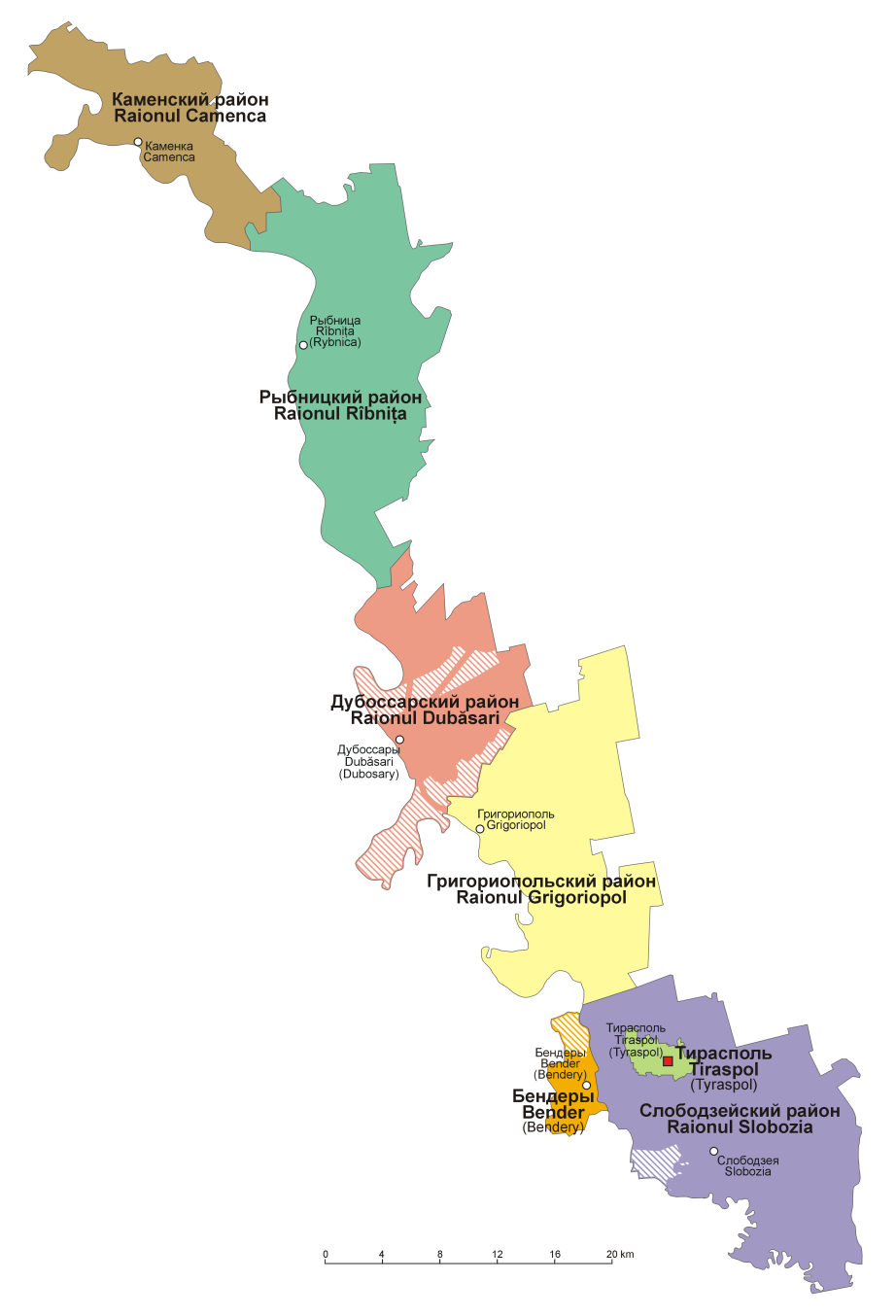
Rejony Naddniestrza

Naddniestrzańska Republika Mołdawska dzieli się na siedem rejonów: 5 rejonów ziemskich i 2 rejony miejskie (Tyraspol, Bendery). Podział Naddniestrza nie jest w pełni uznawany przez Mołdawię, która nie uznaje niepodległości kraju oraz włączenia do niego miasta Bendery.
|    | Nazwa polska      | Nazwa rosyjska         | Siedziba władz | Liczba ludności (2014) | Powierzchnia |
| -- | ----------------- | ---------------------- | -------------- | ---------------------- | ------------ |
| 1. | Rejon Dubosary    | Дубоссарский район     | Dubosary       | 34 994                 | 381 km²      |
| 2. | Rejon Grigoriopol | Григориопольский район | Grigoriopol    | 43 410                 | 822 km²      |
| 3. | Rejon Kamionka    | Каменский район        | Kamionka       | 22 929                 | 436 km²      |
| 4. | Rejon Rybnica     | Рыбницкий район        | Rybnica        | 67 659                 | 850 km²      |
| 5. | Rejon Slobozia    | Слободзейский район    | Slobozia       | 87 085                 | 873 km²      |
| 6. | Bendery           | Бендеры                | -              | 91 882                 | 97 km²       |
| 7. | Tyraspol          | Тирасполь              | -              | 133 807                | 205 km²      |